# Balatonszárszó
Balatonszárszó är en ort i Ungern.   Den ligger i provinsen Somogy, i den västra delen av landet, 120 km sydväst om huvudstaden Budapest. Balatonszárszó ligger 114 meter över havet och antalet invånare är 1 992. Den ligger vid sjöarna  Keszthelyi-öböl Fűzfői-öböl och Balaton.
Terrängen runt Balatonszárszó är platt åt nordväst, men åt sydost är den kuperad. Runt Balatonszárszó är det ganska glesbefolkat, med 24 invånare per kvadratkilometer. Närmaste större samhälle är Balatonfüred, 15,1 km norr om Balatonszárszó. Trakten runt Balatonszárszó består till största delen av jordbruksmark.